# Looking Up
Pour plus de détails, voir Fiche technique et Distribution.
Looking Up (银河补习班, Yin he bu xi ban, litt. « Leçons de galaxie ») est un film dramatique chinois réalisé par Deng Chao et Yu Baimei et sorti en 2019 en Chine.
Il est premier du box-office chinois de 2019 lors de sa première semaine d'exploitation.

## Synopsis
Alors qu'un taïkonaute perd contact avec la Terre dans l'espace, il se remémore son enfance avec son père (Deng Chao) qui lui enseignait le monde des étoiles.

## Fiche technique
- Titre original : 银河补习班
- Titre international : Looking Up
- Réalisation : Deng Chao et Yu Baimei
- Scénario : Yu Baimei
- Photographie : Max Da-yung Wang
- Montage : Ballu Saluja
- Musique : Steffen Thum
- Production : Yi Leng
- Société de production : Tianjin Chengzi Yingxiang Media
- Société de distribution : Tianjin Chengzi Yingxiang Media
- Pays d’origine :  Chine
- Langue originale : mandarin
- Format : couleur
- Genres : drame
- Durée : 147 minutes
- Date de sortie :
  -  Chine : 18 juillet 2019
  -  États-Unis : 19 juillet 2019
  -  Singapour : 25 juillet 2019

## Distribution
- Deng Chao : Ma Haowen
- Bai Yu (en) : Ma Fei (adulte)
- Ren Suxi (zh) : Xinyu
- Xi Wang : Xiao Gao, l'instituteur
- Xilun Sun : Ma Fei (enfant)
- Jianyi Li : le directeur Yan
- Chao Liang : Oncle Meng